# Zakręt (film)
Zakręt – polski film psychologiczny z 1977 roku w reżyserii Stanisława Brejdyganta. Zdjęcia kręcono w następujących lokacjach: maszt radiowy w Konstantynowie pod Płockiem, Tatry, droga Cisna - Ustrzyki Górne w Bieszczadach, zapora na Solinie.

## Obsada aktorska
- Józef Nowak − Stefan
- Anna Milewska − Maria, żona Stefana
- Janusz Michałowski − osadnik
- Michał Pawlicki − Jan, przyjaciel Stefana
- Małgorzata Potocka − żona osadnika
- Jan Tomaszewski − Andrzej, syn Stefana
- Ewa Poręba − pierwsza żona Stefana
- Cezary Kussyk − montażysta
- Wiesław Komasa − młody inżynier